# Camaquã (ort)
Camaquã är en ort i Brasilien.   Den ligger i kommunen Camaquã och delstaten Rio Grande do Sul, i den södra delen av landet, 1 700 km söder om huvudstaden Brasília. Camaquã ligger 39 meter över havet och antalet invånare är 53 169.
Terrängen runt Camaquã är platt. Det finns inga andra samhällen i närheten.
Trakten runt Camaquã består till största delen av jordbruksmark. Runt Camaquã är det mycket glesbefolkat, med 4 invånare per kvadratkilometer.